# Pseudocoremia aristarcha
Pseudocoremia aristarcha är en fjärilsart som beskrevs av Edward Meyrick 1892. Pseudocoremia aristarcha ingår i släktet Pseudocoremia och familjen mätare. Inga underarter finns listade i Catalogue of Life.